# تفنگ کهنه
تفنگ کهنه (فرانسوی: Le vieux fusil‎) یک فیلم درام جنگی به کارگردانی روبر انریکو محصول سال ۱۹۷۵ سینمای فرانسه است. از بازیگران آن می‌توان به فیلیپ نوآره، رومی اشنایدر، یواخیم هانسن، کارل میشائیل فوگلر و رابرت هوفمان اشاره کرد.
فیلم که بر پایهٔ واقعهٔ کشتار اورادور-سور-گلان ساخته شده، جایزه سزار بهترین فیلم، بهترین بازیگر مرد و بهترین موسیقی فیلم را برد.